# Андреев, Кесарь Фёдорович
Ке́сарь Фёдорович Андре́ев (1910 — 12 декабря 1939) — советский военнослужащий, политрук разведывательной роты 81-го горно-стрелкового полка 163-й стрелковой дивизии 9-й армии. Герой Советского Союза (26.01.1940).

## Биография

### Довоенный период
Родился в семье рабочего. Русский. Вступил в ряды ВКП(б). В Ленинграде окончил партийную школу. Призван в Красную армию в 1939 году.

### Советско-финская война (1939—1940)
Участник Советско-финской войны 1939—1940 годов. Являлся политруком разведывательной роты. Погиб в ходе битвы у населённого пункта Суомуссалми 12 декабря 1939 года.

Указом Президиума Верховного Совета СССР от 26 января 1940 года за образцовое выполнение боевых заданий командования на фронте борьбы с финской белогвардейщиной и проявленные при этом отвагу и геройство политруку Андрееву Кесарю Фёдоровичу посмертно присвоено звание Героя Советского Союза с вручением ордена Ленина и медали «Золотая Звезда».

## Память
- Похоронен в Суомуссалми

## Награды
- Медаль «Золотая Звезда» Героя Советского Союза (26.01.1940)
- Орден Ленина (26.01.1940)